# Lonnie Donegan
Lonnie Donegan (Glasgow, 1931. április 29. – Peterborough, 2002. november 3.) brit énekes, zenész, dalszerző, akit a "skiffle királya"-ként is emlegetnek.
A Guinness Book of British Hit Singles & Albums szerint a The Beatles előtti időszakban a legsikeresebb előadó volt Nagy-Britanniában. 31 dala jutott be a brit Top 30-ba, ebből három dal az első helyen végzett. Ő volt az első olyan brit énekes, akinek két dala is bejutott az amerikai Top 10-be.

## Diszkográfia

### Kislemezek
- Rock Island Line / John Henry (1955) – UK #8 †
- Diggin' My Potatoes / Bury My Body" (1956) †
- Lost John / Stewball (1956) – UK #2 †
- Bring A Little Water, Sylvie / "Dead or Alive" (1956) ‡
- On A Christmas Day / "Take My Hand Precious Lord" (1956) ‡
- Don't You Rock Me Daddy-O (1957) – UK #4 ‡
- Cumberland Gap (1957) – UK #1 ‡
- Gamblin' Man / Puttin' On the Style (1957) – UK #1 ‡
- My Dixie Darlin / "I'm Just a Rolling Stone" (1957) – UK #10 ‡
- Jack O' Diamonds / "Ham 'N' Eggs" (1957) – UK #14 ‡
- The Grand Coulee Dam / "Nobody Loves Like an Irishman" (1958) – UK #6 ‡
- Midnight Special / "When The Sun Goes Down" (1958) ‡
- Sally Don't You Grieve / "Betty, Betty, Betty" (1958) – UK #11 ‡
- Lonesome Traveller / "Times are Getting Hard, Boys" (1958) – UK #28 ‡
- Lonnie's Skiffle Party / "Lonnie Skiffle Party Pt.2" (1958) – UK #23 ‡
- Tom Dooley / "Rock O' My Soul" (1958) – UK #3 ‡
- Does Your Chewing Gum Lose Its Flavour (On the Bedpost Overnight?) / "Aunt Rhody" (1959) – UK #3 ‡
- Fort Worth Jail / "Whoa Buck" (1959) – UK #14 ‡
- Fort Bewildered / "Kevin Barry" / "It is No Secret" / "My Lagan Love" (1959) ‡
- Battle of New Orleans / Darling Corey (1959) – UK #2 ‡
- Sal's Got A Sugar Lip / "Chesapeake Bay" (1959) – UK #13 ‡
- Hold Back Tomorrow - UK #26 →
- San Miguel" / "Talking Guitar Blues" (1959) – UK #19 ‡
- My Old Man's a Dustman / "The Golden Vanity" (1960) – UK #1 ↑
- I Wanna Go Home (Wreck Of the 'John B') / "Jimmy Brown The Newsboy" (1960) – UK #5 ↓
- Lorelei" / "In All My Wildest Dreams" (1960) – UK #10
- Rockin' Alone - UK #44 ♠
- Lively" / "Black Cat (Cross My Path Today)" (1960) – UK #13 ↑
- Virgin Mary" / "Beyond The Sunset" (1960) – UK #27
- (Bury Me) Beneath The Willow" / "Leave My Woman Alone" (1961)
- Have A Drink on Me" / "Seven Daffodils" (1961) – UK #8 ↑
- Michael, Row the Boat / "Lumbered" (1961) – UK #6 ↑
- The Comancheros / "Ramblin' Round" (1961) – UK #14
- The Party's Over" / "Over the Rainbow" (1962) – UK #9
- I'll Never Fall in Love Again / "Keep on the Sunny Side" (1962)
- Pick A Bale of Cotton / "Steal Away" (1962) – UK #11 ↑
- The Market Song" / "Tit-Bits" (1962)
- Losing By A Hair" / "Trumpet Sounds" (1963)
- It Was A Very Good Year" / "Rise Up" (1963)
- Lemon Tree / "I've Gotta Girl So Far" (1963)
- 500 Miles Away From Home / This Train (1963)
- Beans in My Ears" / "It's a Long Road to Travel" (1964)
- Fisherman's Luck" / "There's A Big Wheel" (1964)
- Get Out Of My Life" / "Won't You Tell Me" (1965)
- Louisiana Man" / "Bound For Zion" (1965)
- World Cup Willie / "Where In This World are We Going?" (1966)
- I Wanna Go Home" / "Black Cat (Cross My Path Today)" (1966)
- Aunt Maggie's Remedy" / "(Ah) My Sweet Marie" (1967)
- Toys" / "Relax Your Mind" (1968)
- My Lovely Juanita" / Who Knows Where the Time Goes? (1969)
- Speak To The Sky" / "Get Out of My Life" (1972)
- Jump Down Turn Around (Pick a Bale of Cotton)" / "Lost John Blues" (1973)
- Censored"/"Ive lost my little Willie" (1976)

### Albumok
- Lonnie Donegan Showcase  – UK Albums Chart # 2; UK Singles Chart #26 ‡
- Lonnie (1957) – UK # 3
- Tops with Lonnie (1958)
- Lonnie Rides Again (1959)
- Does Your Chewing Gum Lose Its Flavour (On The Bedpost Overnight) (1961)
- More! Tops with Lonnie (1961)
- Sing Hallelujah (1962)
- The Lonnie Donegan Folk Album (1965)
- Lonniepops – Lonnie Donegan Today (1970)
- The Great Re-Union Album (1974)
- Lonnie Donegan Meets Leinemann (1974)
- Country Roads (1976)
- Puttin' on the Style (1978)
- Sundown (May 1979)
- Muleskinner Blues (1999)
- The Skiffle Sessions – Live in Belfast (2000) – UK #14 †
- This Yere de Story (2004)
- The Last Tour (2006)
- Jubilee Concert 1st Half (2007)
- Jubilee Concert 2nd Half (2007)
- Lonnie Live! Rare Tapes from the Late Sixties (2008)
- Donegan On Stage – Lonnie Donegan at Conway Hall

### Válogatásalbumok
- Golden Age of Donegan (1962) – UK Albums Chart #3
- Golden Age of Donegan Volume 2 (1963) – UK #15
- Putting On the Style (1978) – UK #51
- King of Skiffle (1998)
- Puttin' On the Style – The Greatest Hits (2003) – UK #45

### Középlemezek
- Skiffle Session (EP) (1956) – UK Singles Chart #20 †
- Railroad Bill" / "Stockalee" / "Ballad of Jesse James" / "Ol' Riley"